# Lufa ćwiczebna
Lufa ćwiczebna – urządzenie, którego celem jest zmniejszenie kosztów zużytej amunicji oraz zmniejszenie zużycia lufy broni palnej. Celem jego zastosowania może być optymalizacja kosztów szkolenia użytkowników broni strzeleckiej i artylerzystów a także dostosowanie broni z demobilu do warunków niezbędnych do jej sprzedaży na rynku cywilnym. Używanie luf ćwiczebnych pozwala na szkolenie obsługi działa w warunkach zbliżonych do strzelania normalną amunicją, jednak koszt amunicji jest znacznie mniejszy. Nie niszczy się przy tym luf dział dużego kalibru.
Rozpowszechnione są dwa rozwiązania techniczne określane mianem luf ćwiczebnych. 
Lufa wkładkowa stanowi lufę o mniejszym kalibrze montowaną tymczasowo lub na stałe wewnątrz lufy właściwej broni, do której na czas konwersji dopasowuje się odpowiedni zamek. By zmniejszyć koszty szkolenia piechoty, już w czasie I wojny światowej i krótko po niej stosowano wkładki montowane w lufach karabinów. Przykładowo fabryka Erma niemal od początku swego istnienia produkowała wkładki kalibru .22 do karabinów Mannlicher M1895. Numrich Arms Company w końcu lat 50. wypuściła na rynek amerykański zestaw do konwersji karabinu Springfield M1903, również pozwalające na strzelanie tańszym pociskiem .22 Long, z myślą o pozbyciu się części zamiennych do wycofanych z użytku wojskowego karabinów M1903 i karabinków M2.
Z kolei lufa nakładkowa to w praktyce osobna broń zamontowana w pobliżu lufy działa głównego, umożliwiająca strzelanie z użyciem instrumentów celowniczych działa, jednak z wykorzystaniem amunicji mniejszego kalibru. Rozwiązanie to stosuje się najczęściej w artylerii, gdzie armatę czy haubicę symuluje nakładka w postaci działka mniejszego kalibru bądź karabinu. Przykładowo podczas II wojny światowej ponad lufą 105 mm haubicy M2A wykorzystywanej przez armię Stanów Zjednoczonych montowano na czas szkolenia działonów lufę kalibru 37 milimetrów. Podobne rozwiązania stosuje się także w szkoleniu z wykorzystaniem broni mniejszego kalibru, m.in. dostosowując wielkokalibrowe karabiny maszynowe kalibru 20 mm do strzelania wielokrotnie tańszą amunicją pośrednią. 
Alternatywnym rozwiązaniem jest przyjęta w USA metoda szkolenia operatorów działek systemu Gatlinga M61 Vulcan za pomocą sześciu specjalnie sprzężonych karabinów maszynowych M60 strzelających amunicją 7,62 × 51 mm NATO, symulujących właściwe działko.